# Efficacité spectrale
En transmission numérique, l'efficacité spectrale de symbole « η » se définit comme étant le rapport entre le débit binaire (en bit/s) et la bande passante (en Hz). Cette notion s'exprime également par le nombre de données binaires envoyés par le canal de communication par rapport à la ressource temps-fréquence, par exploitation du canal ou channel use.
L'efficacité spectrale d'une modulation se définit par le paramètre :
- η = D/B et s'exprime en "bit par seconde et par hertz". La valeur D est le débit binaire (en bit/s) et B (en Hz) est la largeur de la bande occupée par le signal modulé. Pour un signal utilisant des symboles M-aires, on aura :
- η = (1/T.B) * log2(M) avec M le nombre d'états possibles dans le diagramme de constellation de système de communication (ou valence) et n = log2(M) représente le nombre de bits/symbole à transmettre.
- [η] = bit/s/Hz. Remarquons que pour B et T donnés, l'efficacité spectrale augmente, comme on pouvait s'y attendre, avec le nombre de bit/symbole (n = log2M). C'est la raison d'être de la modulation M-aire

## Importance de l'efficacité spectrale
Afin d'augmenter les débit binaires (enjeu vital dans les nouveaux systèmes de télécommunications sans-fil), deux solutions principales sont proposées (à part la qualité du canal et la puissance de transmission utilisée) :
- Augmenter la bande passante du système ce qui n'est pas évident vu l'épuisement du spectre de fréquences et surtout dans le cadre de l'émergence de l'internet des objets et la cinquième génération des réseaux mobiles.
- Améliorer l'efficacité spectrale à travers plusieurs technologies dont la plus fameuse est la transmission sur plusieurs antennes ou MIMO.